# آنتونیو تاجانی
آنتونیو تایانی (انگلیسی: Antonio Tajani؛ زادهٔ ۴ اوت ۱۹۵۳) سیاست‌مدار اهل ایتالیا است. وی از ژانویه ۲۰۱۷ رئیس پارلمان اروپا می‌باشد. او قبلاً به عنوان یکی از چهارده معاون رئیس پارلمان اروپا از سال ۲۰۱۴ تا ۲۰۱۶، معاون کمیسیون اروپا برای صنعت و کارآفرینی از ۲۰۱۰ تا ۲۰۱۴ و کمیساریای اروپا برای حمل و نقل از ۲۰۰۸ تا ۲۰۱۰ خدمت کرده‌است. وی از سال ۲۰۱۴ و پیش از آن، از ۱۹۹۴ تا ۲۰۰۸ عضو پارلمان اروپا (MEP) برای ایتالیا بوده‌است.